# Splender
Splender est un groupe de rock originaire de New York actif entre 1997 et 2004. Le groupe est essentiellement connu pour le single I Think God Can Explain (2000).
Le groupe était composé du chanteur Waymon Boone, du bassiste James Cruz, du batteur Marc Slutsky et du guitariste Jonathan Svec.

## Discographie
- Halfway Down the Sky (1999)
- To Whom It May Concern (2002)